# Roger Waters: The Wall
Roger Waters: The Wall es un documental de 2014 sobre la gira The Wall Live del músico británico Roger Waters, dirigido por el propio Waters y Sean Evans. Hizo su debut en el Festival Internacional de Cine de Toronto en el 2014. En el evento, los directores Roger Waters y Sean Evans estuvieron entre la audiencia y recibieron ovaciones por parte de los asistentes.

## Lista de canciones
1. "In the Flesh?"
2. "The Thin Ice"
3. "Another Brick in the Wall (Part 1)"
4. "The Happiest Days of Our Lives"
5. "Another Brick in the Wall (Part 2)"
6. "The Ballad of Jean Charles de Menezes"
7. "Mother"
8. "Goodbye Blue Sky"
9. "Empty Spaces"
10. "What Shall We Do Now?"
11. "Young Lust"
12. "One of My Turns"
13. "Don't Leave Me Now"
14. "Another Brick in the Wall (Part 3)"
15. "The Last Few Bricks"
16. "Goodbye Cruel World"
17. "Hey You"
18. "Is There Anybody Out There?"
19. "Nobody Home"
20. "Vera"
21. "Bring the Boys Back Home"
22. "Comfortably Numb"
23. "The Show Must Go On"
24. "In the Flesh"
25. "Run Like Hell"
26. "Waiting for the Worms"
27. "Stop"
28. "The Trial"
29. "Outside the Wall"